# Goa (Burkina Faso)
Goa ist ein Dorf in Burkina Faso, in der Region Boucle du Mouhoun, der Provinz Nayala und dem Departement Toma. Goa liegt am südlichen Rand der Sahelzone und hat 651 Einwohner (1996).